# Zmartwychwstanie (film 1980)
Zmartwychwstanie (ang. Resurrection) – amerykański film fantasy z 1980 roku w reżyserii Daniela Petriego. Zdjęcia kręcono w stanie Teksas.

## Fabuła
Edna Mae i Joe są przeciętnym małżeństwem. Pewnego dnia Joe wraz z żoną wyrusza na przejażdżkę. Dochodzi do wypadku, Joe ginie, Edna z poważnymi obrażeniami trafia do szpitalu. Choć porusza się na wózku inwalidzkim, nie poddaje się. Edna niebawem odkrywa, że ma zdolność uzdrawiania ludzi.

## Główne role
- Ellen Burstyn – Edna Mae McCauley
- Sam Shepard – Cal Carpenter
- Richard Farnsworth – Esco Brown
- Roberts Blossom – John Harper
- Clifford David – George
- Pamela Payton-Wright – Margaret
- Jeffrey DeMunn – Joe McCauley
- Eva Le Gallienne – Babcia Pearl
- Lois Smith – Kathy

i inni

## Nagrody i nominacje
Oscary za rok 1980
- Najlepsza aktorka – Ellen Burstyn (nominacja)
- Najlepsza aktorka drugoplanowa – Eva Le Gallienne (nominacja)

Złote Globy 1980
- Najlepsza aktorka dramatyczna – Ellen Burstyn (nominacja)

Nagrody Saturn 1980
- Najlepszy scenariusz – Lewis John Carlino (nominacja)
- Najlepsza muzyka – Maurice Jarre (nominacja)
- Najlepsza aktorka – Ellen Burstyn (nominacja)
- Najlepsza aktorka drugoplanowa – Eva Le Gallienne (nominacja)